# Gonçalo Malheiro
Gonçalo Pinto de Mesquita Viegas Malheiro (Porto, 11 de maio de 1978) é um ex-jogador de rugby union Português que atuava como médio de abertura.
O seu clube era o Direito, tendo jogado a maior parte da sua carreira no CDUP, com passagens por outros clubes como Madrid. Conta com 37 jogos pela Seleção Portuguesa de Rugby Union, tendo marcado 7 ensaios, 30 transformações, 52 penalidades e 2 pontapés de ressalto, num total de 237 pontos, que fazem dele o recordista dos "Lobos".
Malheiro integrou a Seleção Nacional na fase final do Copa do Mundo de Rugby Union de 2007, jogando contra a Nova Zelândia, a quem marcou um pontapé de ressalto, e a Roménia, marcando uma penalidade.